# هانس بندورف
هانس بندورف (آلمانی: Hans Benndorf؛ زاده ۱۳ دسامبر ۱۸۷۰ درگذشته ۱۱ فوریهٔ ۱۹۵۳) یک فیزیک‌دان اهل اتریش بود.